# Meteorologiåret 1922

## Händelser

### Februari
- 21-22 februari - Minnesota, USA drabbas av en isstorm följd av en snöstorm [1].

### April
- 14 april - I St. Vildmose, Danmark uppmäts temperaturen -19,0, vilket blir Danmarks lägst uppmätta temperatur för månaden [2].
- 17 april – En tornado i USA orsakar skador från Illinois till Ohio lämnar över 9 inch snö efter sig [3].

### Maj
- Maj - Med 601,7 millimeter i Samnanger, Norge noteras norskt nederbördsrekord för månaden [4].
- 12 maj – Temperaturen faller i Morris i Minnesota, USA med 65 grader [5].

### Juni
- 10 juni – Hagelstorm i Maple Plain i Minnesota, USA skadar åkrar [6].

### September
- 13 september – Den absolut högsta temperaturen någonsin uppmätts i världen noteras, med + 57,8 °C i El Azizia i Libyen [7].

### Juli
- 17-18 juli – 125 millimeter nederbörd faller över Mackmyra, Sverige vilket innebär nederbördsrekord inom 24 timmar för Gästrikland, men då det infaller inom två dygn kan det inte räknas som dygnsnederbördsrekord [8].

### September
- 6 september – En värmebölja härjar i Minnesota, USA [9].

### Oktober
- 3 oktober – En mycket varm höstdag råder i Minnesota, USA [10].
- 24 oktober – Vid stormar i Minnesota, USA uppmäts vindhastigheten 55 mph vid Collegeville [10].

### November
- 1 november – Den första norska väderprognosen i radio sänds i Bergen radio, i dagliga inslaget Meteo Prognostique som sänds 2 gånger om dagen.[11].

### December
- 18 december – En värmebölja härjar i södra Minnesota, USA [12].
- 25 december - Med 51 °F uppmäts nytt värmerekord för juldagen i Twin Cities i Minnesota, USA [13].

### Våren
- Lule älv i Norrbotten svämmar över [14].

### Okänt datum
- Torne älv i Sverige drabbas av svår islossning [15].
- Ett mycket kraftigt  inflöde till Östersjön på 510 km3 inträffar [16]
- Det norske meteorologiske institutt har nu 50 anställda, och ett kontor upprättas [17].

## Födda
- 2 mars – George Cowling, brittisk meteorolog, BBC:s förste TV-väderpresentatör.
- 8 juli – Mariano Medina, spansk meteorolog.
- 3 december – Joseph G. Galway, amerikansk meteorolog.

## Avlidna
- 16 januari – Henri Brocard, fransk meteorolog och matematiker.
- 29 maj – Jonas Westman, svensk meteorolog och skolman.
- 30 juli – Karl Dove, tysk geograf, meteorolog och afrikaforskare
- 10 december – Clement Lindley Wragge, brittisk meteorolog.

### Fotnoter
1. ↑  Famous Minnesota Winter Storms (Listed Chronologically) Arkiverad 7 januari 2009 hämtat från the Wayback Machine.
2. ↑  Vejrekstremer i Danmark Arkiverad 19 januari 2013 hämtat från the Wayback Machine. DMI
3. ↑  ”Arkiverade kopian”. Arkiverad från originalet den 16 juli 2010. https://web.archive.org/web/20100716104244/http://www.climate.umn.edu/pdf/day_in_weather_history/april_wx_history.pdf. Läst 16 februari 2011.
4. ↑  MET
5. ↑  ”Arkiverade kopian”. Arkiverad från originalet den 16 juli 2010. https://web.archive.org/web/20100716103814/http://www.climate.umn.edu/pdf/day_in_weather_history/may_wx_history.pdf. Läst 16 februari 2011.
6. ↑  ”Arkiverade kopian”. Arkiverad från originalet den 26 juli 2010. https://web.archive.org/web/20100726102347/http://www.climate.umn.edu/pdf/day_in_weather_history/june_wx_history.pdf. Läst 16 februari 2011.
7. ↑  SMHI
8. ↑  SMHI
9. ↑  ”Arkiverade kopian”. Arkiverad från originalet den 26 juli 2010. https://web.archive.org/web/20100726102501/http://www.climate.umn.edu/pdf/day_in_weather_history/september_wx_history.pdf. Läst 16 februari 2011.
10. 1 2  ”Arkiverade kopian”. Arkiverad från originalet den 26 juli 2010. https://web.archive.org/web/20100726102332/http://www.climate.umn.edu/pdf/day_in_weather_history/october_wx_history.pdf. Läst 16 februari 2011.
11. ↑  MET Arkiverad 21 juni 2011 hämtat från the Wayback Machine.
12. ↑  ”Arkiverade kopian”. Arkiverad från originalet den 15 december 2010. https://web.archive.org/web/20101215013148/http://climate.umn.edu/pdf/day_in_weather_history/december_wx_history.pdf. Läst 16 februari 2011.
13. ↑  - Minnesota Climatology Working Group  Arkiverad 26 maj 2011 hämtat från the Wayback Machine.
14. ↑  SMHI
15. ↑  SMHI
16. ↑  SMHI
17. ↑  MET